# Carea argentipuncta
Carea argentipuncta är en fjärilsart som beskrevs av Holloway 1976. Carea argentipuncta ingår i släktet Carea och familjen trågspinnare. Inga underarter finns listade i Catalogue of Life.